# Gamze Karaman
Gamze Karaman (* 16. Oktober 1982 in Istanbul) ist eine türkische Schauspielerin.

## Leben und Karriere
Karaman wurde am 16. Oktober 1982 in Istanbul geboren. Sie studierte an der Marmara Üniversitesi. Ihr Debüt gab sie 2007 in dem Film Çılgın Dersane. Danach spielte sie 2008 in der Fernsehserie Aman Annem Görmesin mit. Von 2009 bis 2010 war sie in der Serie Makber zu sehen. Außerdem bekam sie eine Rolle in Kızım Nerede?. 2012 spielte sie in Harem die Hauptrolle. Unter anderem wurde sie 2014 für die Serie Düşler ve Umutlar gecastet. Anschließend heiratete sie den türkischen Geschäftsmann Nedim Keçeli. Am 7. Juli 2018 bekam sie ihr erstes Kind.

## Filmografie
Filme
- 2007: Çılgın Dersane
- 2008: Sıfır Noktası

Serien
- 2008: Aman Annem Görmesin
- 2009–2010: Makber
- 2010–2011: Kızım Nerede?
- 2012–2013: Harem
- 2014: Düşler ve Umutlar